# Spiraea grefsheimii
Spiraea grefsheimii är en rosväxtart som beskrevs av N.N. Tzvelev. Spiraea grefsheimii ingår i släktet spireor, och familjen rosväxter. Inga underarter finns listade i Catalogue of Life.